# Juan y Junior
Juan & Junior fue un dúo musical español que estuvo en activo entre 1967 y 1969. Sus integrantes fueron el español Juan Pardo (1942) y el filipino Antonio Morales "Junior" (1943-2014).

## Historia
Juan y Junior comenzaron su carrera primero en Los Pekenikes y posteriormente en Los Brincos en los años 60. En febrero de 1967 formaron el dúo Juan y Junior. Su discografía es breve (tan sólo 6 sencillos) pero llena de éxitos.
Cabe reseñar que la canción "A dos niñas" fue creada pensando en Rocío Dúrcal y Marisol. Posteriormente, Junior se casaría con Rocío Dúrcal, formando un matrimonio muy sólido, con tres hijos (Carmen, Antonio y Shaila), hasta el fallecimiento de Rocío en marzo de 2006.
En 1968 se encargarían de componer toda la banda sonora y temas musicales de la película Solos los dos, dirigida por Luis Lucia Mingarro y protagonizada por Marisol y Palomo Linares.
Su último éxito fue "Anduriña", balada que emocionaría al pintor Pablo Picasso hasta el punto de ofrecer uno de sus grabados para ilustrar su funda.
Un incidente ocurrido cuando Juan, en ausencia de Junior, intentó corregir una grabación con su voz en lugar de la de su compañero, fue el desencadenante de su extinción como dúo, tomando cada uno de ellos carreras en solitario: breve la de Junior y más larga la de Juan Pardo (con éxitos como "La Charanga", "Mi Guitarra", "María Magdalena"...) además de su labor como productor.

## Discografía

### Álbum
- Juan y Junior (1969).

### Sencillos
- La Caza / Nada 	(Novola, 1967)

- A Dos Niñas / Tres Días (Novola, 1967)

- Nos Falta Fe / Bajo El Sol (Novola, 1967)

- Departamento De Radio (Novola, 1967)

- Anduriña / Para Verte Reír (Novola, 1968)

- Tiempo De Amor / En San Juan	(Novola, 1968)

- Anduriña / To Girls (Zafiro, 1968)

- Lo Que El Viento Se Llevó / Tus Ojos (Novola, 1969)

## Filmografía
Llegaron a rodar juntos una película, En un mundo diferente, dirigida por Pedro Olea, que puede verse en línea.